# Ubasute

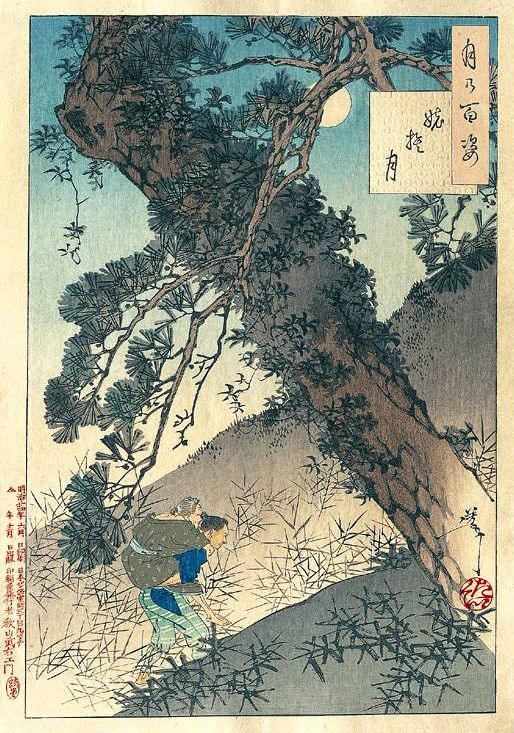
Ubasute no cuki (Měsíc a ubaste), jedno ze sta děl ze série 100 aspektů měsíce od Jošitošiho Cukioky.

Ubasute (姥捨て; „opuštění staré ženy”, také zvané obasute a nebo ojasute 親捨て „opuštění starého rodiče”) je mytická praktika gerontocidy v Japonsku, podle níž byli nemohoucí nebo staří členové rodiny odnášeni do hor nebo odlehlých míst, kde byly ponecháni zemřít. Folklorista Kunio Janagita došel k závěru, že folklór ubasute pochází z indické buddhistické mytologie. 
Ubasute měla vzniknout v reakci na roky sucha nebo hladomoru. Cílem bylo zbavit se starých lidí, kteří nemohli pracovat či se o sebe postarat a stala se z nich přítěž. V jedné budhistické alegorii, syn nese starou matku do hor na zádech, zatímco ona kolem sebe trhá větvičky za stromů a hází je v jejich stopách, aby podle nich potom syn našel cestu zpátky domů.
Dle jiných legend, měla být stará žena zanesena do hlubokého lesa, kde byla ponechána bez jídla či přístřešku. 
Existenci praktikování ubaste nelze potvrdit. V roce 2015 se však muž jménem Kacuo Kurakawa přiznal, že po zemětřesení a tsunami v roce 2011, odvezl svou tělesně postiženou sestru Sačiko na odlehlé místo v oblasti prefektury Čiba, kde ji ponechal napospas osudu jen s troškou jídla. Své jednání odůvodnil nemožností zajistit Sačiko nepřetržitou lékařskou péči, neboť přišel o dům. Má se za to, že Sačiko se krátce poté utopila v řece Obicu.
Ubaste není ojedinělá praktika týkající se zbavování se starých lidí. Staří Římané házeli muže starší šedesáti let do řeky Tibery. V Indii je dodnes prováděno nedobrovolné rituální usmrcování seniorů zvané Thalaikoothal. Rozhodujícím faktorem pro takové jednání jsou ve většině případů ekonomická situace nebo nevyléčitelná nemoc.

## Místa
- Ubasute-yama (姨捨山) je běžné jméno pro horu Kamuriki (冠着山; 1,252 metrů) v Čikumě v prefektuře Nagano v Japonsku
- Vlaková stanice Obasute v Čikumě v prefektuře Nagano v Japonsku
- S ubasute je často spojovaný nechvalně proslulý les sebevrahů – Aokigahara.